# جوک‌باکس نامتعارف
جوک‌باکس نامتعارف (انگلیسی: Unorthodox Jukebox) دومین آلبوم استودیویی خواننده و ترانه‌پرداز آمریکایی برونو مارس است. این آلبوم توسط آتلانتیک رکوردز در ۷ دسامبر ۲۰۱۲ منتشر شد و یک هفته پیش از انتشار برای شنیدن قابل دسترسی بود. این آلبوم، دنبالهٔ آلبوم قبلی برونو مارس دوواپ‌ها و اوباش‌ها (۲۰۱۰) به‌شمار می‌رود.

## تاریخچه انتشار
| منطقه        | تاریخ          | ناشر                | فرمت                     | نسخه                       |
| ------------ | -------------- | ------------------- | ------------------------ | -------------------------- |
| استرالیا     | ۷ دسامبر ۲۰۱۲  | آتلانتیک رکوردز     | سی‌دی دانلود دیجیتال      | استاندارد                  |
| بلژیک        | ۷ دسامبر ۲۰۱۲  | گروه موسیقی وارنر   | سی‌دی دانلود دیجیتال      | استاندارد                  |
| فنلاند       | ۷ دسامبر ۲۰۱۲  | گروه موسیقی وارنر   | سی‌دی دانلود دیجیتال ال‌پی | استاندارد                  |
| ایرلند       | ۷ دسامبر ۲۰۱۲  | آتلانتیک رکوردز     | سی‌دی دانلود دیجیتال      | استاندارد                  |
| آلمان        | ۷ دسامبر ۲۰۱۲  | آتلانتیک رکوردز     | سی‌دی دانلود دیجیتال ال‌پی | استاندارد                  |
| نیوزیلند     | ۷ دسامبر ۲۰۱۲  | گروه موسیقی وارنر   | سی‌دی دانلود دیجیتال      | استاندارد                  |
| هلند         | ۷ دسامبر ۲۰۱۲  | گروه موسیقی وارنر   | سی‌دی دانلود دیجیتال      | استاندارد                  |
| سوئیس        | ۷ دسامبر ۲۰۱۲  | گروه موسیقی وارنر   | سی‌دی دانلود دیجیتال      | استاندارد                  |
| جمهوری چک    | ۱۰ دسامبر ۲۰۱۲ | گروه موسیقی وارنر   | سی‌دی دانلود دیجیتال      | استاندارد                  |
| دانمارک      | ۱۰ دسامبر ۲۰۱۲ | گروه موسیقی وارنر   | دانلود دیجیتال           | استاندارد                  |
| فرانسه       | ۱۰ دسامبر ۲۰۱۲ | آتلانتیک رکوردز     | سی‌دی دانلود دیجیتال      | استاندارد                  |
| یونان        | ۱۰ دسامبر ۲۰۱۲ | گروه موسیقی وارنر   | دانلود دیجیتال           | استاندارد                  |
| مجارستان     | ۱۰ دسامبر ۲۰۱۲ | گروه موسیقی وارنر   | سی‌دی دانلود دیجیتال      | استاندارد                  |
| لهستان       | ۱۰ دسامبر ۲۰۱۲ | گروه موسیقی وارنر   | دانلود دیجیتال           | استاندارد                  |
| پرتغال       | ۱۰ دسامبر ۲۰۱۲ | گروه موسیقی وارنر   | سی‌دی دانلود دیجیتال      | استاندارد                  |
| نروژ         | ۱۰ دسامبر ۲۰۱۲ | گروه موسیقی وارنر   | دانلود دیجیتال           | استاندارد                  |
| سوئد         | ۱۰ دسامبر ۲۰۱۲ | گروه موسیقی وارنر   | دانلود دیجیتال           | استاندارد                  |
| بریتانیا     | ۱۰ دسامبر ۲۰۱۲ | آتلانتیک رکوردز     | سی‌دی                     | استاندارد                  |
| کانادا       | ۱۱ دسامبر ۲۰۱۲ | وارنر میوزیک کانادا | سی‌دی دانلود دیجیتال      | استاندارد نسخه تارگت [ A ] |
| دانمارک      | ۱۱ دسامبر ۲۰۱۲ | آتلانتیک رکوردز     | سی‌دی                     | استاندارد                  |
| ایتالیا      | ۱۱ دسامبر ۲۰۱۲ | آتلانتیک رکوردز     | سی‌دی دانلود دیجیتال ال‌پی | استاندارد                  |
| مکزیک        | ۱۱ دسامبر ۲۰۱۲ | گروه موسیقی وارنر   | سی‌دی دانلود دیجیتال      | استاندارد                  |
| اسپانیا      | ۱۱ دسامبر ۲۰۱۲ | آتلانتیک رکوردز     | سی‌دی دانلود دیجیتال ال‌پی | استاندارد                  |
| بریتانیا     | ۱۱ دسامبر ۲۰۱۲ | گروه موسیقی وارنر   | دانلود دیجیتال           | استاندارد                  |
| ایالات متحده | ۱۱ دسامبر ۲۰۱۲ | آتلانتیک رکوردز     | سی‌دی دانلود دیجیتال ال‌پی | استاندارد نسخه تارگت [ B ] |
| ژاپن         | ۱۲ دسامبر ۲۰۱۲ | وارنر میوزیک ژاپن   | سی‌دی دانلود دیجیتال      | استاندارد                  |
| سوئد         | ۱۲ دسامبر ۲۰۱۲ | آتلانتیک رکوردز     | سی‌دی                     | استاندارد                  |
| برزیل        | ۱۳ دسامبر ۲۰۱۲ | گروه موسیقی وارنر   | سی‌دی دانلود دیجیتال      | استاندارد                  |
| نیوزیلند     | ۵ نوامبر ۲۰۱۳  | آتلانتیک رکوردز     | سی‌دی                     | نسخه لوکس                  |
| ژاپن         | ۹ نوامبر ۲۰۱۳  | وارنر میوزیک ژاپن   | سی‌دی+دی‌وی‌دی              | نسخه ژاپنی                 |
| بریتانیا     | ۱۱ نوامبر ۲۰۱۳ | آتلانتیک رکوردز     | سی‌دی دانلود دیجیتال ال‌پی | نسخه لوکس                  |
| اسپانیا      | ۱۲ نوامبر ۲۰۱۳ | آتلانتیک رکوردز     | سی‌دی دانلود دیجیتال ال‌پی | نسخه لوکس                  |
| استرالیا     | ۱۵ نوامبر ۲۰۱۳ | آتلانتیک رکوردز     | سی‌دی                     | نسخه لوکس                  |
| آلمان        | ۲۲ نوامبر ۲۰۱۳ | آتلانتیک رکوردز     | سی‌دی دانلود دیجیتال ال‌پی | نسخه لوکس                  |
| فرانسه       | ۲۵ نوامبر ۲۰۱۳ | آتلانتیک رکوردز     | سی‌دی دانلود دیجیتال ال‌پی | نسخه لوکس                  |